# Ophiura grubei
Ophiura grubei is een slangster uit de familie Ophiuridae.
De wetenschappelijke naam van de soort werd in 1863 gepubliceerd door C. Heller.